# Johannes Hoffmann (Märtyrer)
Johannes Hoffmann (* 1868 in Karlsruhe, Ukraine, Russisches Kaiserreich; † 1919 auf der Krim) war ein deutsch-russischer römisch-katholischer Geistlicher und Märtyrer.

## Leben
Johannes Hoffmann stammte aus einer schwarzmeerdeutschen Familie im Bistum Tiraspol. Er studierte Theologie am Priesterseminar Saratow und wurde am 19. September 1893 zum Priester geweiht. Die Stationen seines seelsorglichen Wirkens waren Blumenfeld (bis 1897) und Heidelberg bei Tokmak. 1919 floh er vor dem Bürgerkrieg auf die Krim und wurde dort von marodierenden Soldaten zu Tode gefoltert.

## Gedenken
Die Römisch-katholische Kirche in Deutschland nahm Pfarrer Johannes Hoffmann als Märtyrer in das deutsche Martyrologium des 20. Jahrhunderts auf.